# Le Repaire de la vouivre
Pour les articles homonymes, voir Vouivre (homonymie).
Le Repaire de la vouivre est une mini-série française en quatre épisodes réalisée par Edwin Baily, diffusée les 22 et 29 juin 2011 sur France 2, et tournée en Franche-Comté, et notamment à Mouthier-Haute-Pierre et à la source du Lison.

## Synopsis
À la suite de la mort de son ami et mentor de longue date, Paul Pratt, un journaliste, revient dans la ville de province de son enfance accompagné de sa fille adolescente Louise. Lors des funérailles, ne croyant pas que son ami s'est suicidé, Paul commence sa propre enquête, ce qui ravive des souvenirs. 

## Fiche technique
- Réalisateur : Edwin Baily
- Scénario : Éric Vérat / Solen Roy-Pagenault - Nicolas Tackian
- Durée : 4 x 52 min
- Pays :  France

## Distribution
- Jean-Marc Barr : Paul Pratt
- Lucie Bourdeu : Louise Pratt
- Edouard Giard : Julien Laffont
- Rufus : Édouard Pratt
- Yann Collette : Commandant Girard
- Camille Japy : Delphine Pratt
- Éric Herson-Macarel : Christian Pratt
- Lubna Azabal : Lieutenant Élodie Casta
- Claude Perron : Claire Koenig
- Marie Béraud : Rafaëla Koenig
- Hélène Patarot : Maë N'Guyen
- Daniel Vérité : Gilles Ferreux
- Philippe Ohrel : Maître le Saux
- Isabelle Gozard : secrétaire de Maître le Saux
- Luc-Antoine Diquéro : "rédac chef" du journal
- Maud Wyler : Évelyne Pratt
- Christian Waldner : pêcheur à la mouche